# 孟節
孟節，中国古典通俗历史小説《三国演義》登場的虚构人物。
南蠻王孟獲之兄长。他不满物欲旺盛的两个兄弟孟获和孟优，他放弃了旧式的原始生活，在万安溪隐居，号称「万安隐者」，長年救治毒泉水毒害的人。蜀汉大军攻打秃龙洞时，他与諸葛亮相见帮助治癒毒泉毒害的兵士。指出对抗秃龙洞外毒泉水和雾的办法，让蜀军口含薤葉芸香，抵御瘴气，帮助了诸葛亮。